# Santa Cruz de Yojoa
Santa Cruz de Yojoa is een gemeente (gemeentecode 0510) in het departement Cortés in Honduras. Binnen de gemeente ligt een groot deel van het Meer van Yojoa.
In 1832 stichtte generaal Francisco Ferrera een landgoed in dit gebied om er vee te houden. Er kwamen arbeiders in het gebied te wonen, die werden gecontracteerd vanuit Comayagua. Daarna kwamen er enkele families uit Santa Bárbara.
Het dorp maakte deel uit van de gemeente Yojoa. In 1864 werd het een zelfstandige gemeente. In 1881 werden de gemeentes weer samengevoegd, maar ditmaal met Santa Cruz als hoofdplaats. Dit dorp ligt op een hoogvlakte in het Dal van Sula.

## Bevolking
De bevolking is als volgt verdeeld:
| Vrouwen | 44.071 | 50,9% |
| Mannen  | 42.519 | 49,1% |

## Dorpen
De gemeente bestaat uit 48 dorpen (aldea), waarvan de grootste qua inwoneraantal: Santa Cruz de Yojoa (code 051001), Concepcion (051009), Peña Blanca (051039) en Yojoa (051049).